# Шмулевич-Ром, Дани
Даниэль «Дани» Шмулевич-Ром (29 ноября 1940 — 18 января 2021) — израильский футболист. Выступал за клуб «Маккаби Хайфа», а также национальную сборную Израиля.

## Биография
В профессиональном футболе дебютировал в 1957 году в составе «Маккаби Хайфа», цвета этого клуба защищал на протяжении всей своей карьеры, которая длилась 17 лет.
Шмулевич-Ром был универсальным футболистом: играл на позиции правого защитника, в нападении, в центре поля. В одном из матчей за «Маккаби Хайфа», в котором основной голкипер Гершуни получил травму, Шмулевич-Ром стал в ворота.
Сезон 1969/70 фактически стал последним в карьере Шмулевича-Рома, однако в сезоне 1972/73 его пригласили вернуться, чтобы помочь спасти клуб от понижения в классе, таким образом он сыграл ещё восемь матчей.
В 1960 году дебютировал в официальных матчах в составе национальной сборной Израиля. В течение карьеры в национальной команде, которая длилась 11 лет, провёл в форме сборной лишь 25 матчей. В составе сборной был участником чемпионата мира 1970 года в Мексике, единственного мундиаля для Израиля.
Чтобы заработать на жизнь, по ночам он подрабатывал диджеем. Помимо футбола, он также играл в Национальной теннисной лиге в команде «Кармель Клаб» из Хайфы.
Шмулевич-Ром умер 18 января 2021 года в возрасте 80 лет после длительной борьбы с раком.